# ズッ友
「ズッ友」は、神聖かまってちゃんのシングル。2015年6月25日に5963枚限定でunBORDEから発売された。
販売枚数には「ごくろうさん」という意味が隠されている。

## 概要
- 2014年元旦に掲げたマニフェストの内1つ「3ヶ月連続シングルリリース」を締めくくる第三弾。
- ジャケットのイラストはアニメーターの浅野直之による描き下ろし。
- PVの監督は山戸結希で、の子とモデルの藤田富が出演しており、性別なしの二人の恋愛物語を演じた。
- 山戸結希さんのコメント「"男と女"でも、そして"男と男"や"女と女"でもない、未分化の真っ白な心のままで駆け出す、青春の一ページの物語となりました。」

## 収録曲
1. ズッ友
リリース直前の6月22日、NHKの音楽番組「MUSIC JAPAN」で披露した際、演奏の終盤での子が「さとちゃーん！見てるかー！」などと叫んだため、この曲のモデルはプライベートでも交流のあるSEKAI NO OWARIのFukase（深瀬 慧）なのではないかとファンの間で話題になった。
2016年3月10日稼働開始のアーケード音楽ゲーム『グルーヴコースター3 リンクフィーバー』に収録。これに先立ち、同年2月に開催された発表会「JAEPO 2016」では、タイトーブースにメンバーがゲスト出演した。
2. 夏のゆーれい部員スタートっ
2012年7月にデモ音源との子の自作ビデオクリップが動画サイトに公開された曲。
3. 躁鬱電池メンタル
2013年にリリースされたの子のソロアルバム『神聖かまってちゃん』の通常盤にボーナストラックとして収録されていた曲の再録音。